# Тодор Подгорац
Тодор Подгорац (Тавник, 6. април 1934) српски је правник и професор Правног факултета у Београду.

## Биографија
Тодор Подгорац је рођен 6. априла 1934. године у земљорадничкој породици у селу Тавнику, недалеко од Краљева.
Основну школу завршио у родном месту, прогимназију - у суседном селу, Мрчајевцима, више разреде гимназије и виши течајни испит - у Вишој мешовитој гимназији у Краљеву. Као одличан ученик и на основу резултата са писмених испита, ослобођен полагања усменог дела вишег течајног испита.
Дипломирао на Правном факултету Универзитета у Београду 1959. године. Упоредо са студијама на Правном факултету, и касније, студирао на Филозофском факултету у Београду - Група за светску књижевност, где је положио све испите, сем дипломског (апсолв. 1961). Академски степен магистра правних наука, на Правном факултету у Београду - Правно-теоријски смер, стекао 1973. године.
Школске 1966/67. и 1967/68. године похађао и последипломске студије на Економском факултету у Београду (Социолошки смер), посебно се интересујући за социологију права. Докторирао на Правном факултету у Београду 1980. године.
За асистента Економског факултета у Београду - Одељење у Крагујевцу (на предмету Право за економисте) изабран 1964. године. Од школске 1973/74. године био и спољни сарадник Правног факултета у Београду (на Одељењу Правног факултета у Крагујевцу, за Увод у право). Са Економског на Правни факултет Универзитета у Крагујевцу прешао почетком школске 1976/77. године.
У звање доцента на Правном факултету у Крагујевцу изабран 1981. године; у ванредног професора унапређен 1984, а у редовног 1990. године.
Поред рада на Уводу у право крагујевачког Правног факултета, где је био и шеф Катедре за теорију и социологију права (1983—1989, 1996 — 2001) и, у два мандата (од школске 1985/86. до 1988/89) продекан за научно-наставни рад, од школске 1984/85. до 1990. године на Економском факултету у Крагујевцу, у једнотрећинском радном односу, изводио наставу из предмета Привредно право са основама права (предавања, вежбе, испити, семинарски и дипломски радови); од школске 1996/97. до школске 2000/01. изводио наставу из предмета Државно уређење са школским законодавством на Учитељском факултету у Јагодини.
Члан Лукићеве групе за теорију права при Српској академији наука и уметности.
Као један од покретача (1978), секретар Редакционог одбора (1981—1987) и главни и одговорни уредник „Гласника Правног факултета у Крагујевцу“ (1987—1992) дао општу физиогномију овог часописа, укључујући ту и графичко-ликовно обликовање корицâ и првих страна; почев од 1981. године целокупан посао око издавања овог часописа (11 бројева, закључно са школском 1991/92) - од прикупљања финансијских средстава, прилогâ за објављивање и њихово распоређивање по правним гранама, одн. наставно-научним дисциплинама, до лектуре, коректуре и супер-ревизије вршио сâм; његова је заслуга што је у часопис увео рубрику Факултетска хроника и, поводом пензионисања професорâ, рубрику Персоналиа (тако је, како је констатовано, есејистички, лепршавим језиком и стилом писао о личности и делу доле наведених професора, дубоко проничући у њихову душу: Миленко Јовановић, Милан Поповић, Драгомир Церовић, Смиља Аврамов, Владимир Водинелић - старији); за објављивање у часопису, преводио радове пољских аутора (Г. Л. Сеидлер, Ј. Ковалски, Л. Антонович, А. Којдер), најчешће пишући и резимеа за те прилоге.
Проректор за научноистраживачки рад Универзитета у Крагујевцу (1994—1996), члан Председништва Југословенског удружења за теорију, филозофију и социологију права (основаног 1996), у поновљеном мандату.
Главни и одговорни уредник пет књига Библиографије радова наставника и сарадника Универзитета у Крагујевцу (обухваћен период од 1960 — 1996).
Као проректор за научноистраживачки рад организовао два велика научна скупа и главни и одговорни уредник двеју обимних књига одатле произишлих - Пола века науке и технике у обновљеној Србији 1804 — 1954, Крагујевац 1996. и Наука и техника у Србији друге половине 19. века 1854 — 1904, Крагујевац 1998. (истраживањем обухваћен дуг период Србијине историје - читав 19. век).
Целокупан посао на организовању ова два научна скупа и издавању ових двеју књига (лектура, коректура, графичко-ликовно решење корица и др.) обављао је проф. Подгорац сâм самцит, у многочему и ометан од других. Захваљујући овом подухвату, постао члан Научног савета „Флогистона“, часописа за историју науке.
Уз седам већих радова, одн. књига - Репетиториј из социологије права (скрипта за потребе студената економије), Удружење Савеза студената Економског факултета, Београд 1967, Теорија права Л. Петражицког (Видови и подврсте права), Правни факултет у Крагујевцу, Крагујевац 1981, Правна политика Л. Петражицког на основи искуствено-психолошког изучавања права, „Светозар Марковић“, Београд 1983, Огледи о праву (филозофија права, теорија права и социологија права), Правни факултет у Крагујевцу, Крагујевац 1998, Петражицијана (право и политика права), Правни факултет у Крагујевцу, Крагујевац 1999, Социологија са социологијом права (коауторски рад), Правни факултет у Крагујевцу, Крагујевац 2000, Огледи о уставном праву, Правни факултет у Крагујевцу, Крагујевац 2002, написао и објавио у разним часописима и зборницима стотинак мањих радова (студије, чланци, осврти, саопштења, прикази, дискусије, преводи), углавном, из области филозофије права, теорије права, социологије права и уставног права. Између њих (без обзира да ли улазе или не улазе у састав горе нав. библиографских јединица) треба, чини се, посебно издвојити радове: Вољавча нашег памћења, есеј из историје и народног живота (на преко 50 страница), писан поводом прославе 300-годишњице Прве велике сеобе Срба (у манастиру Вољавчи у Тавнику код Краљева, 21. јула 1990. - на Прокопијевдан), Актуелност мисли Леона Петражицког у контексту читавог стваралачког опуса његовог (објављен и на словеначком и пољском језику и који је М. Шишковска - М. Сзyсзкоwска, професор Правног факултета у Варшави уврстила у литературу своје књиге Европска филозофија права), Филозофија права, теорија права и социологија права, Социологија права у Пољској, Нека општа запажања о стварању права у контексту правне појаве уопште, Улога правне науке у изграђивању правне државе, Објективно право као основа и двојник позитивног права и правна држава, Поуке историје - историја као учитељица живота, Наш школски систем, универзитет и наука (Општа запажања), Транзиција - сложен процес промена у привреди, политици и начину размишљања, Глобализација, мондијализација... и идеја о тзв. универзалној, светској демократској држави, наддржави, Остваривање права (Основна запажања).
Његови радови о Л. Петражицком лепо примљени како у земљи (Зборник Правног факултета у Титограду, бр. 6-7/1981, „Наша законистост“, Загреб, бр. 7-8/1984, „Правник“, Љубљана, бр. 1-2/1985, З. Јелић: Актуелна питања правне политике у СРЈ, Београд 1995, Ј. Станковић: Основи опште социологије права, И део, Београд 1996), тако и у иностранству („Анналес Университатис Мариае Цурие-Скłодоwска“, Сецтио Г, Иус, Лублин, Вол. XXVIII/1981, „Студиа Филозофицзне“, Wарсзаwа, бр. 10/1983, „Студиа Соцјологицзне“, Wарсзаwа, бр. 3/1984, „Арцхивес де пхилосопхие ду дроит“, т. 29, Парис 1984, „Паńстwо и праwо“, Wарсзаwа, бр. 3/1984, „Етyка“, бр. 21, Wарсзаwа-Познаń 1985, „Żyцие Литерацкие“, Кракów, 16. јун 1985, „Slavonic and East European review“, Универзитет у Лондону, 1985, Писма wyбране Леона Петраżyцкиего, Wарсзаwа 1985, Цзłоwиек и wартоśци моралне, Лублин 1989, Э. В. Кузнецов: Философия права в России, Москва 1989, К. Мотyка: Wпływ Леона Петраżyцкиего на полскą теориę и соцјологиę праwа, Лублин 1993, М. Сзyсзкоwска: Еуропејска филозофиа праwа, Wарсзаwа 1993, А. Којдер: Годноśћ и сиłа праwа, Wарсзаwа 1995).
Преводи са руског и пољског језика. Тако је на српски језик превео први писани европски устав - пољски Устав од 3. маја 1791 - Владавински закон (први пут преведен на наш језик, и то после 212 година од његовог доношења!) и актуелни пољски устав - Устав Републике Пољске од 2. априла 1997 (објављени у књизи Огледи о уставном праву).